# Provodínské kameny

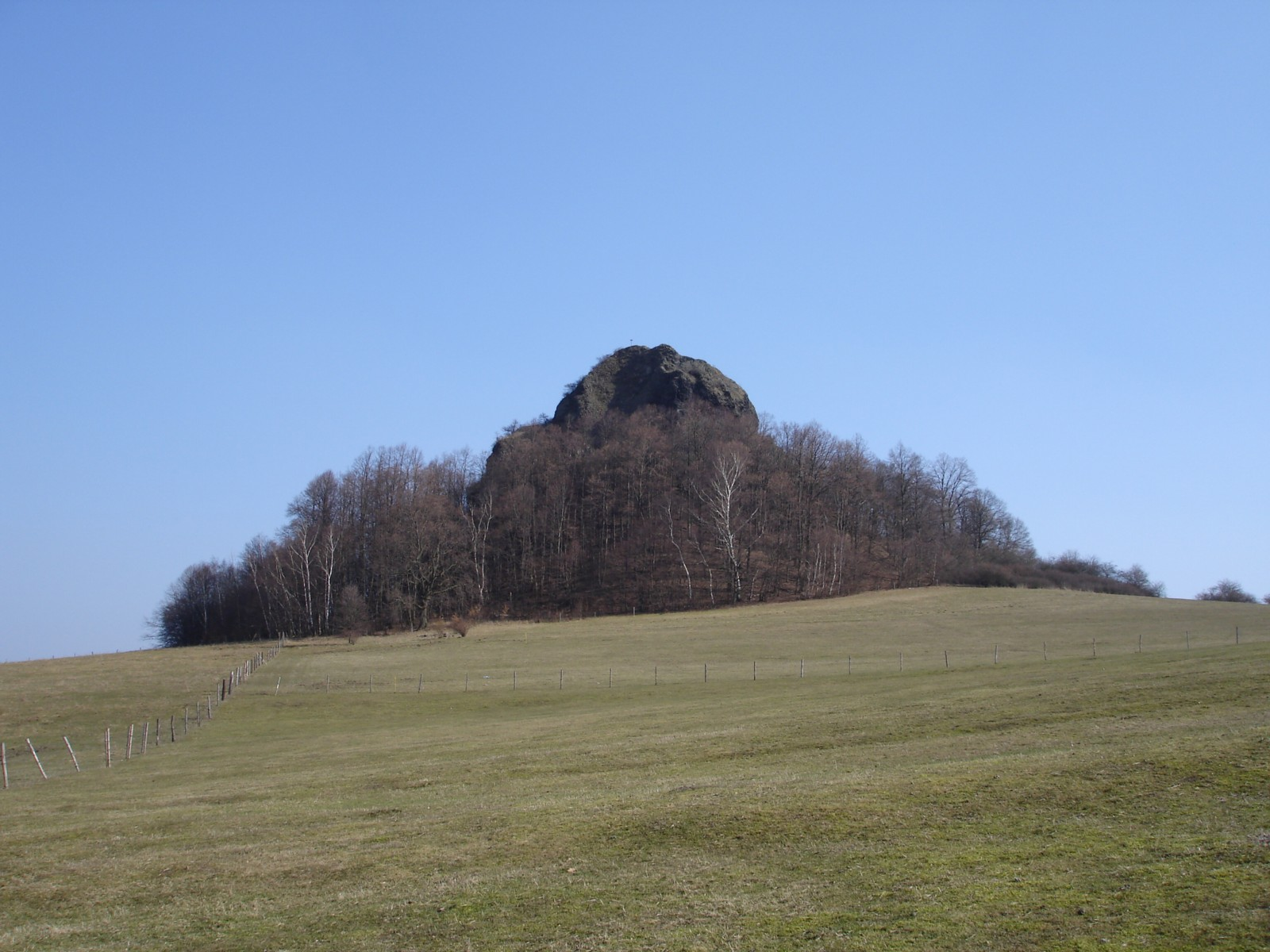
Lysá skála (Kahlstein)

Provodínské kameny (deutsch: Mikenhahner Steine) wird eine Gruppe markanter Berge südöstlich von Česká Lípa in Nordböhmen (Tschechien) genannt. Ihren Namen erhielten sie von der nahegelegenen Gemeinde Provodín (Mikenhahn).
- Lysá skála (Kahlstein, auch Kahler Stein), 419 m  (Naturdenkmal)
- Dlouhý vrch  (Langer Berg), 402 m
- Michlův vrch (Meichelberg), 387 m
- Kraví hora (Kühberg), 378 m
- Štrausův vrch (Straussenberg), 376 m
- Puchavec (Neubauer Berg), 341 m

## Geologie
Die Berge der Provodínské kameny stellen durch die Abtragung herausmodellierte Vulkanschlote des tertiären Vulkanismus in Nordböhmen dar. Außer dem Dlouhý vrch, der aus Phonolith besteht, sind alle anderen Berge aus Basalt aufgebaut. Vor allem am Lysá skalá ist die Form des einstigen Basaltdurchbruches gut zu erkennen.
Koordinaten: 50° 37′ 49″ N, 14° 36′ 32″ O